# Tri-Ace
tri-Ace, Inc. (株式会社トライエース, Kabushiki Gaisha Toraiēsu) is een Japanse computerspelontwikkelaar die werd opgericht op 16 maart 1995 door drie voormalige medewerkers van Telenet Japan.
Het bedrijf ontwikkelt exclusief rollenspellen met actiegerichte gevechtsystemen. Enkele bekende spellen zijn de Star Ocean-serie, Valkyrie Profile-serie en Resonance of Fate.
Tri-Ace maakte in 2005 bekend dat hun spellen wereldwijd ruim 3,8 miljoen keer zijn verkocht. Het bedrijf werd in februari 2015 overgenomen door Nepro Japan.

## Ontwikkelde spellen (selectie)
| Jaar | Titel                            | Gepubliceerd door |
| ---- | -------------------------------- | ----------------- |
| 1996 | Star Ocean                       | Enix              |
| 1999 | Valkyrie Profile                 | Enix              |
| 2003 | Star Ocean: Till the End of Time | Enix              |
| 2005 | Radiata Stories                  | Square Enix       |
| 2008 | Infinite Undiscovery             | Square Enix       |
| 2009 | Star Ocean: The Last Hope        | Square Enix       |
| 2010 | Resonance of Fate                | Sega              |
| 2011 | Final Fantasy XIII-2             | Square Enix       |
| 2012 | Beyond the Labyrinth             | Konami            |
| 2014 | Phantasy Star Nova               | Sega              |
| 2016 | Star Ocean: Anamnesis            | Square Enix       |